# Cortez (Colorado)
Cortez è una città degli Stati Uniti d'America, situata nella Contea di Montezuma, nello Stato del Colorado. Nel 2000 la popolazione era censita in 7.977 abitanti.
Cortez è un punto di sosta comune per i turisti in quanto meta di partenza per le attrazioni circostanti quali il Parco nazionale di Mesa Verde, la Monument Valley ed i Four Corners.